# Ківш (металургія)
Ківш у металургії — сталева або чавунна посудина для короткочасного зберігання, транспортування і розливання розплавлених металів, шлаків і штейнів. Ковші для металів і штейнів звичайно покривають всередині вогнетривким матеріалом. Ковші, залежно від їхнього призначення, мають значні конструктивні відмінності поміж собою. Розрізняють ковші ручні (місткістю до 60 кг) і переміщувані: спеціальними пристроями (по підвісній рейці — монорейці; місткістю до 120 кг), мостовими кранами і на залізничних візках (місткістю до 500 т). Кожух ковшів виготовляється зварним, в минулому вони виготовлялися клепаними.

## Різновиди ковшів

### Чавуновозні ковші

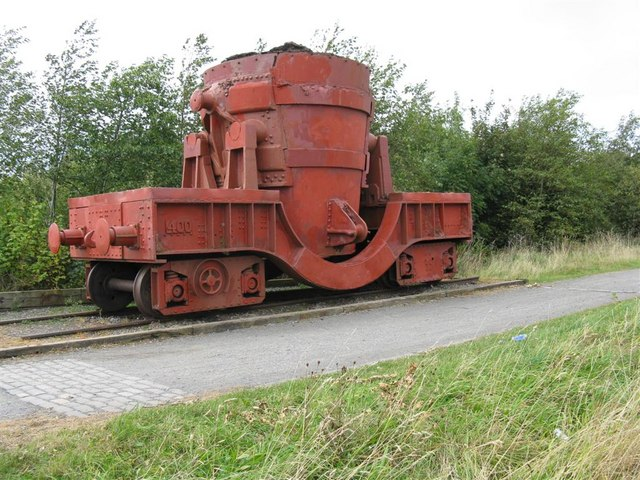
Чавуновозний ківш, встановлений на спціальний візок для його перевезення.

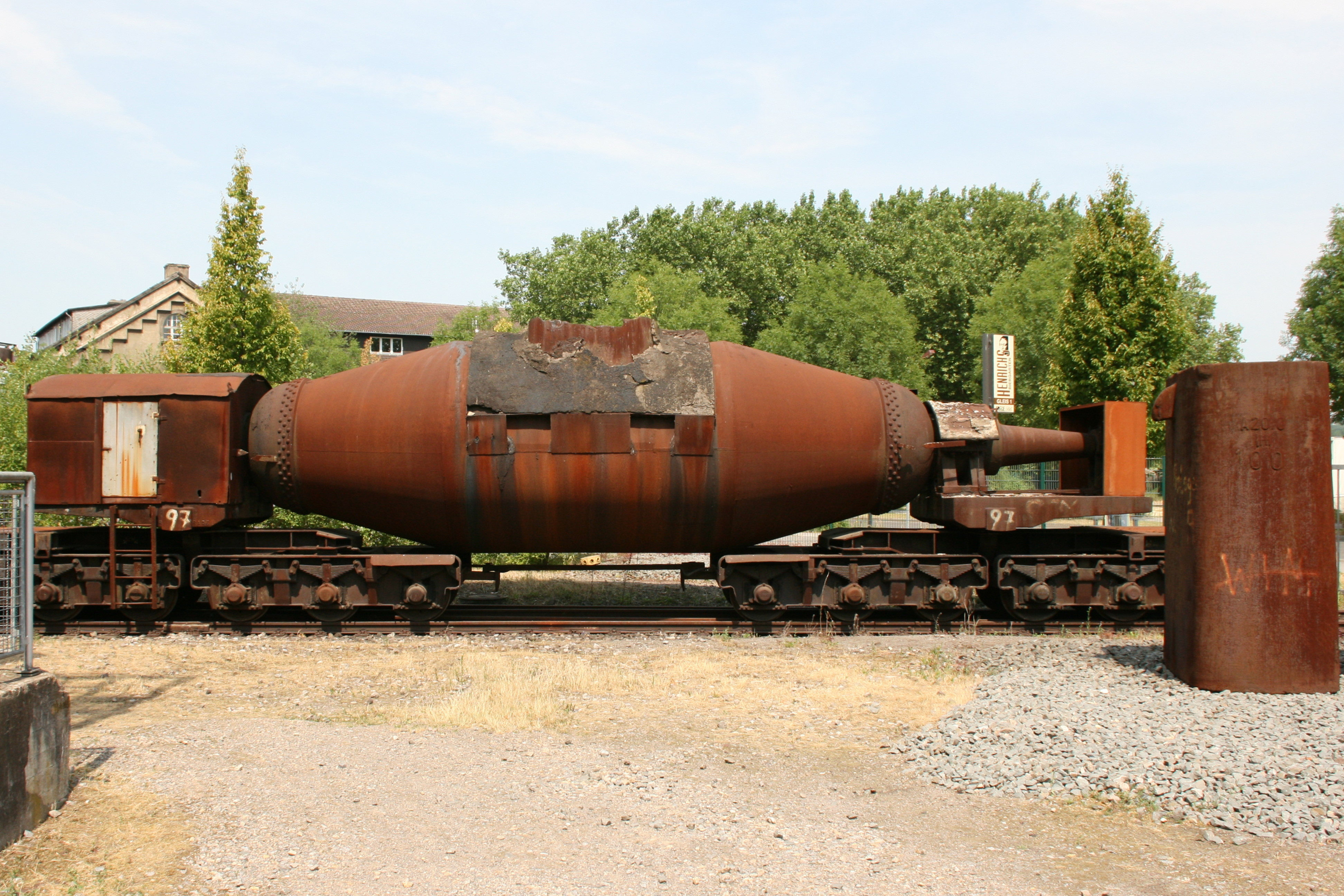
Чавуновозний ківш міксерного типу.

Чавуновозний ківш призначений для транспортування рідкого чавуну від доменних печей до сталеварних агрегатів або до розливних машин, для його транспортування використовується залізнична платформа спеціальної форми. Чавуновозний ківш і платформа для його перевезення разом є складовими частинами вагону, що називається чавуновозом. За формою ковші діляться на конічні, грушоподібні, бочкоподібні і сигароподібні. Найбільш розповсюдженими є грушоподібні ковші ємністю 100 і 140 тон. На ковші є спеціальні конструктивні елементи, за допомоги яких він встановлюється на платформі чавуновозу, може бути піднятий підйомним краном у сталеплавильному цеху, може бути скантований на розливній машині. Маса ковша ємністтю 100 т без футерівки становить 13 т.

### Шлакова чаша

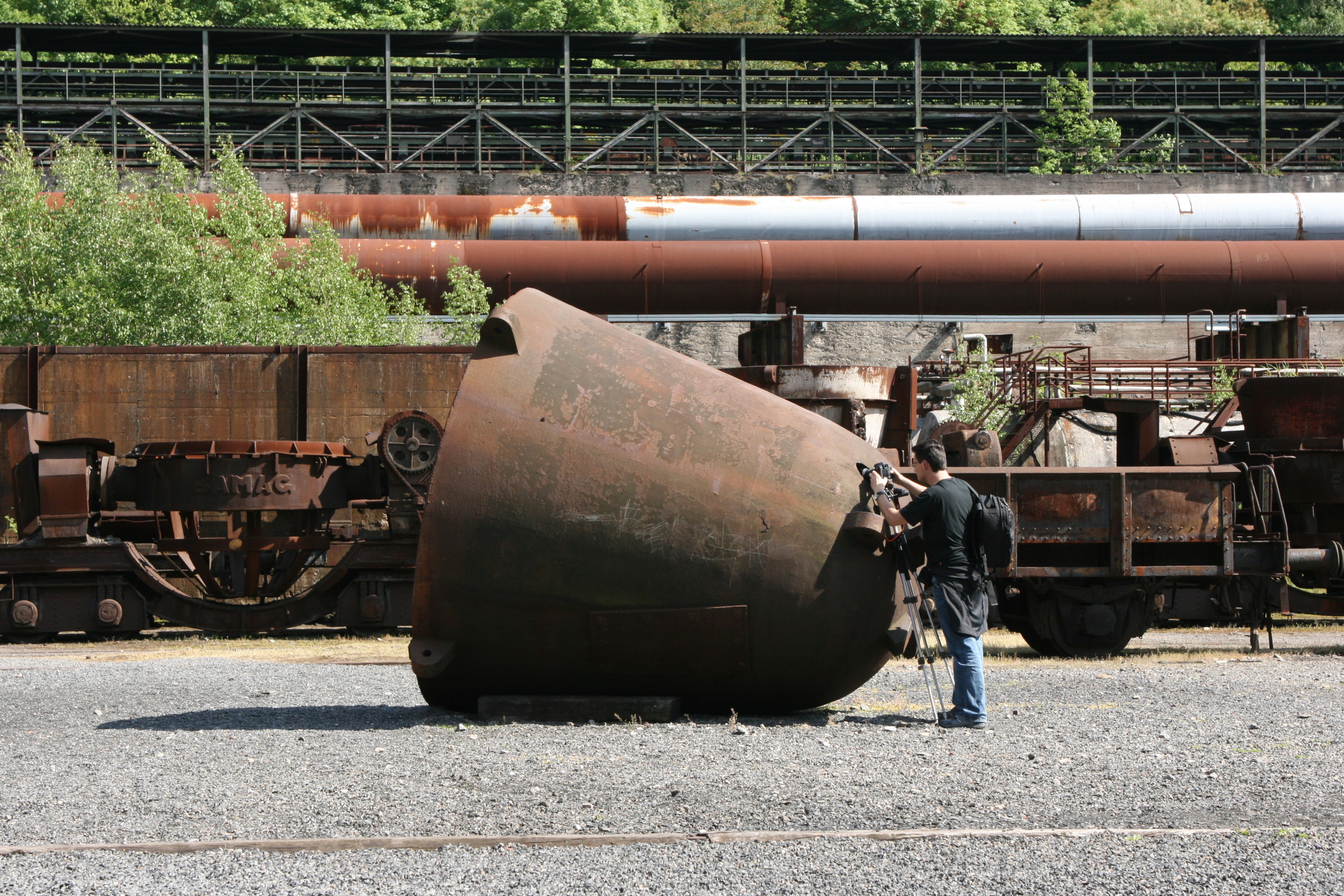
Шлакова чаша.

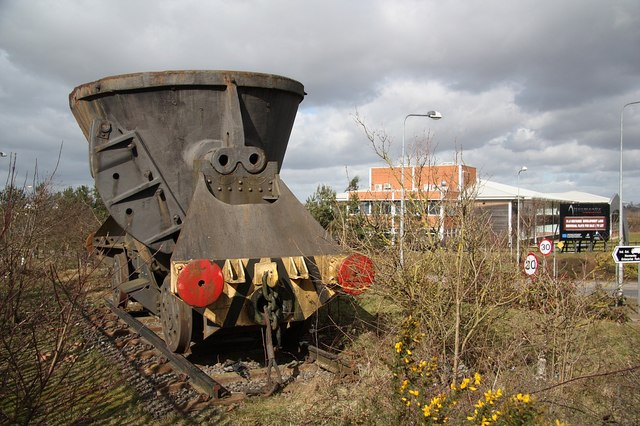
Шлакова чаша, встановлена на шлаковоз.

Шлаковозні ковші, або шлакові чаши. Оскількі шлак не здійснює швидкого руйнування металу, з якого виготовляються чаші, то внутрішню поверхню шлакових чаш не футерують зсередини, хай навіть температура рідкого шлаку (~1600 °C), що зливається в них, наприклад у доменному виробництві, на виході з печі є вищою за температуру розплавленого металу, що випускається з тієї самої печі. Шлакові ковші працюють у дуже важких умовах — при високій температурі і нерівномірному нагріві за висотою і товщиною стінки, що призводить до утворення тріщин. Тому важливим є вибір раціональної форми ковша. Найраціональнішою є конічна форма ковша зі сферичним дном, круглого або овального поперечного перерізу. Ковші виготовляються виливними сталевими зі стінками завтовшки 60—100 мм. В Україні у доменному виробництві найпоширенішими є шлакові ковші об'ємом 16 м³.

### Сталерозливний ківш

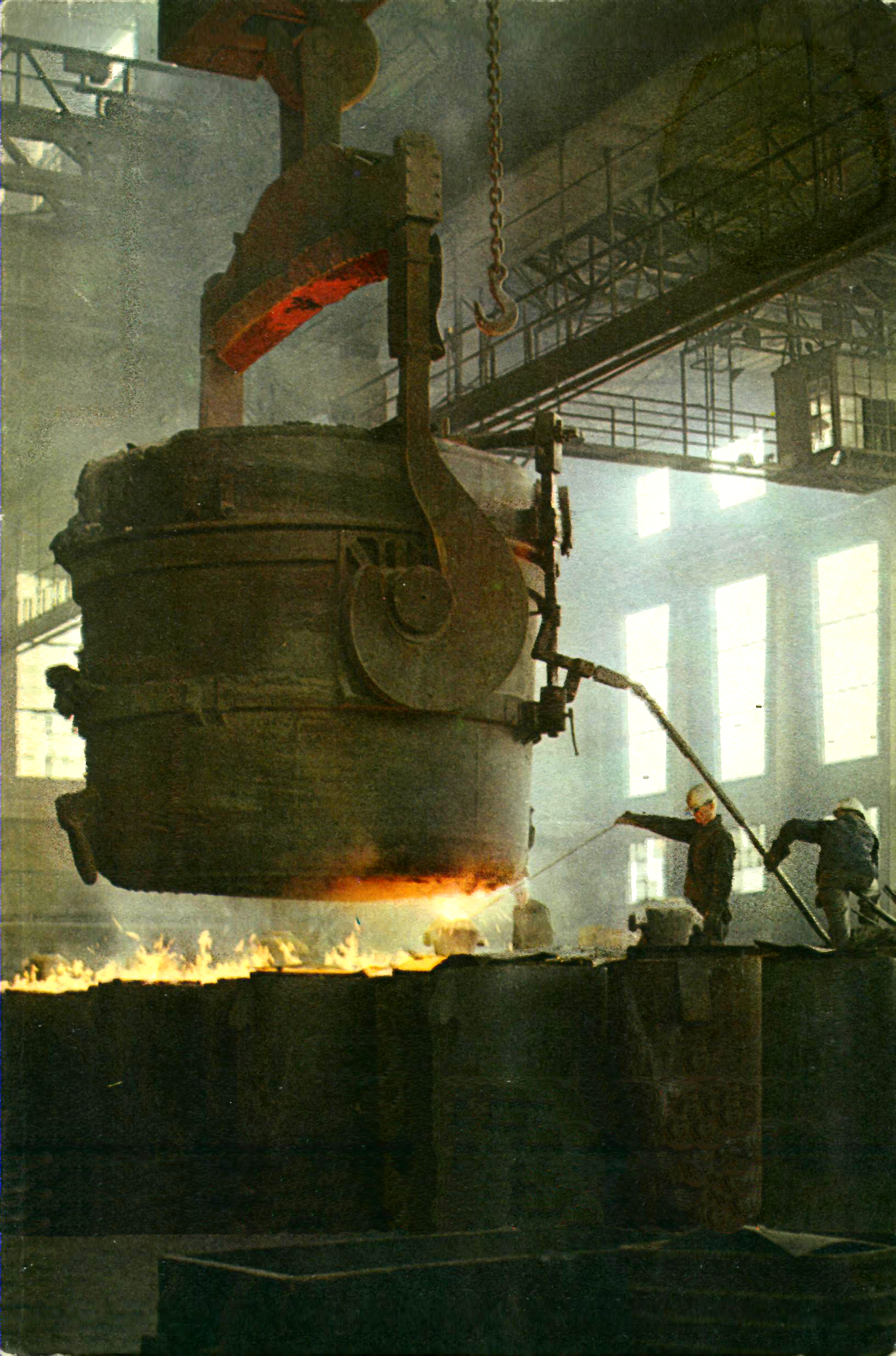
Сталерозливний ківш. Зливання сталі у виливниці.

Сталерозливний ківш призначений для переміщення розплавленої сталі від сталеплавильного агрегату — мартенівської печі, конвертера, елктропечі — до місця розливки сталі і розливання сталі у виливниці — для одержання зливків — або до установок безперервного розливання сталі. Ці ковші мають форму зрізаного конуса з великою основою згори. На дні ковша розташовані одна або дві склянки, через які розливають сталь. Отвір склянки затуляють і відкривають стопором, пересуваючи його гідравлічним приводом або вручну. Ємкість таких ковшів становить до 480 т. Ковші бувають кранові, що вміщують до 100 т.

### Ливарний ківш

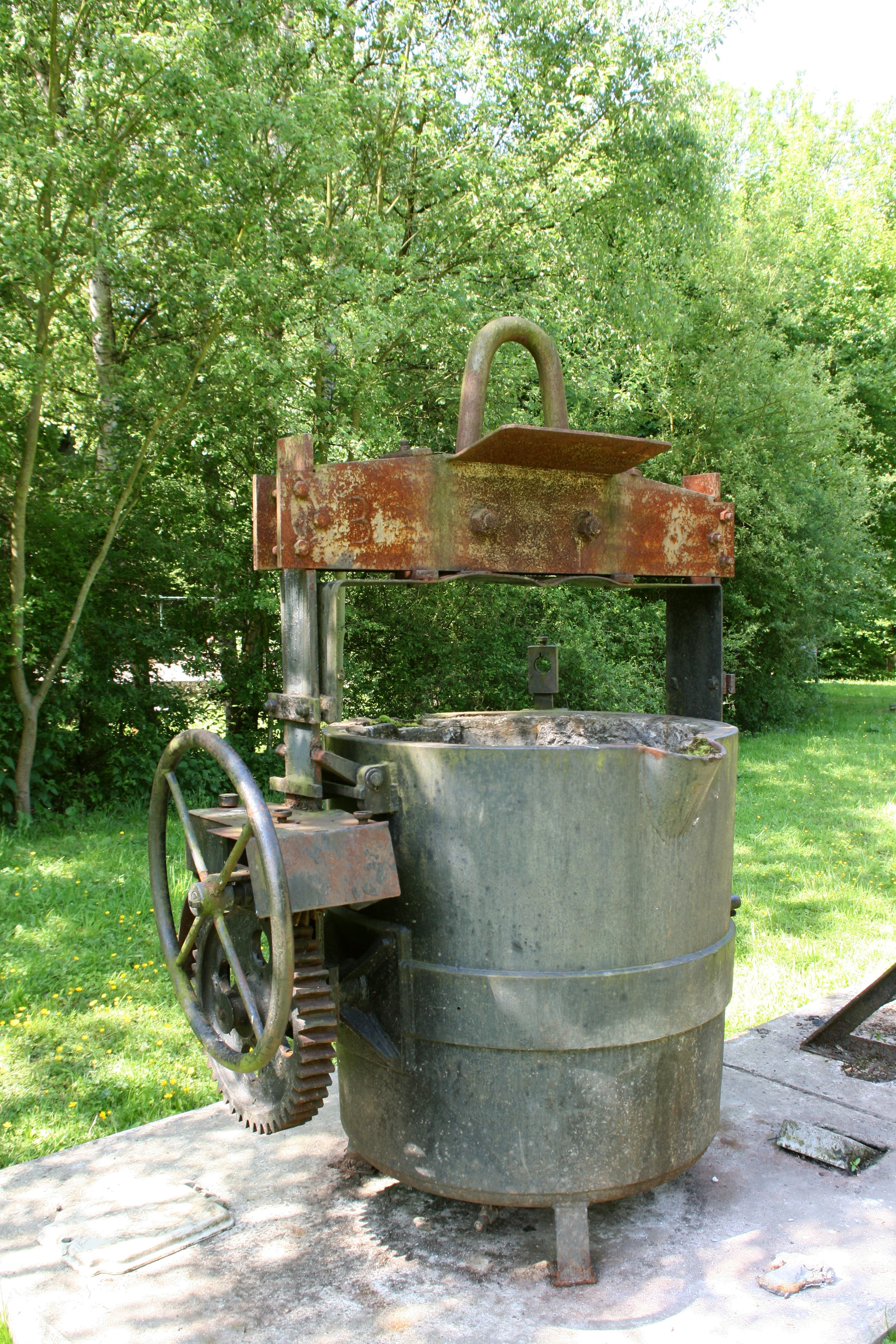
Ливарний ківш з носаком і з трибовою ручною повіднею для нахиляння ковша при зливанні рідкого металу.

Ливарні ковші призначені для транспортування рідкого металу і заливання форм. За конструкцією ковші бувають з носаком, чайникові, барабанні, стопорні.
Для розливання чавуну ківш футерують шамотом, а для розливання сталі — шамотом або магнезітом. Товщина шару футерівки становить 65 — 180 мм.
У чайникових і стопорних ковшах шлак у процесі розливання затримується краще, аніж у барабанних і звичайних ковшах з носаком. Барабанні ковші зазвичай використовують при литті тонкостінних мілких і середніх виливків, коли важливо зберегти температуру рідкого металу. Вони також використовуються як роздавальні для заповнення невеликих ковшів, які потім використовують для лиття виробів.
Для заливання чавуну у форми найчастіше використовуються ковші з носаком. Для заливання середніх і великих виливків зі сталі використовуються стопорні ковші. Ковші з носаком використовують для заливання форм, розташованих на конвейєрах.
Міскість барабанних ковшів становить 250 — 5000 кг, місткість стопорних ковшів від 1000 кг до кількох десятків тон.

### Вакуум-ківш
Вакуум-ківш це ливарний ківш, яким, використовуючи розрідження (вакуум), вилучають розплавлений метал з ванн. Його застосовують у кольоровій металургії — найчастіше при електролізі алюмінію, магнію (ізвлеченія шлаку) тощо. Він являє собою ківш, щільно закритий спеціальною кришкою, через яку пропущена труба. Другий кінець труби занурений у розплавлений метал. Розрідження у вакуум-ковші створюється вакуумним насосом, а метал з ванни засмоктується у ківш по трубі, що проходить через покришку.

### Піч-ківш
Піч-ківш, також ківш-піч, установка піч-ківш — багатофункціональний агрегат для обробки рідкої сталі, що дозволяє виконувати у сталерозливному ковші доведення металу по хімічному складу, розкиснення, мікролегування, модифікування. Піч-ківш використовується також для стабілізації температури, нагрівання рідкої сталі до необхідної температури та збереження її тепла.

## Виробництво ковшів
Ковші виготовляють на спеціалізованих підприємствах — заводах важкого машинобудування. Ковші малого вмісту можуть бути виготовлені безпосередньо у ливарні підпримства, що експлуатуватиме їх. Після виготовлення ковшів відділок технічного контролю підприємства проводить перевірку на відповідність хімічного складу ковша тим, що вимагаються, і механічні випробування, після чого складається сертифікат. Перевіряються також цапфи і основня зварні шви. Ковші мають відповідати технічним умовам. На кожний ківш заводться технічний паспорт.

## Експлуатація і ремонт ковшів

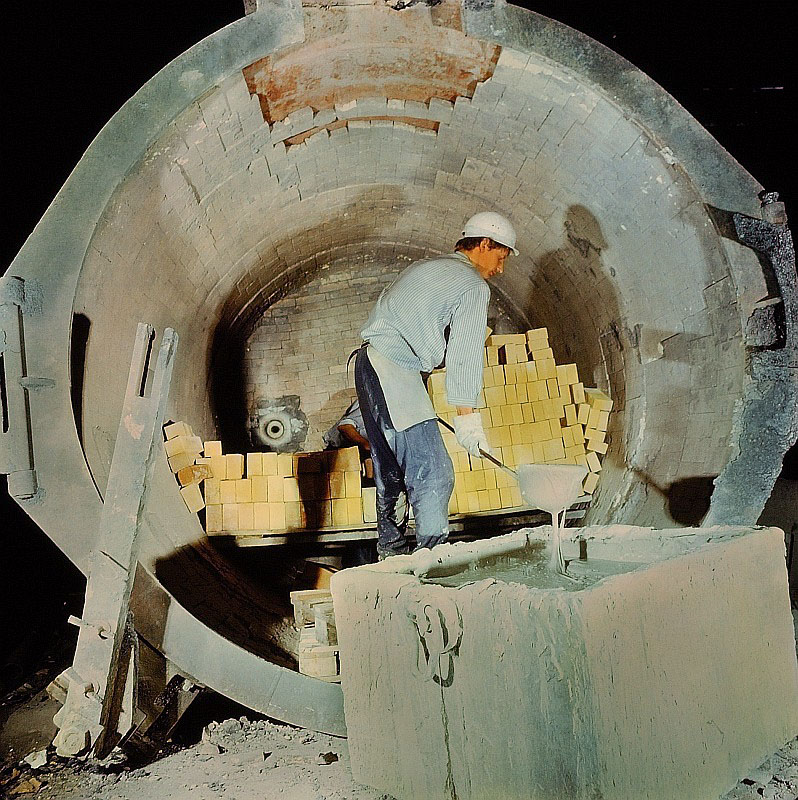
Ремонт вогнетривкої футерівки сталерозливного ковша.

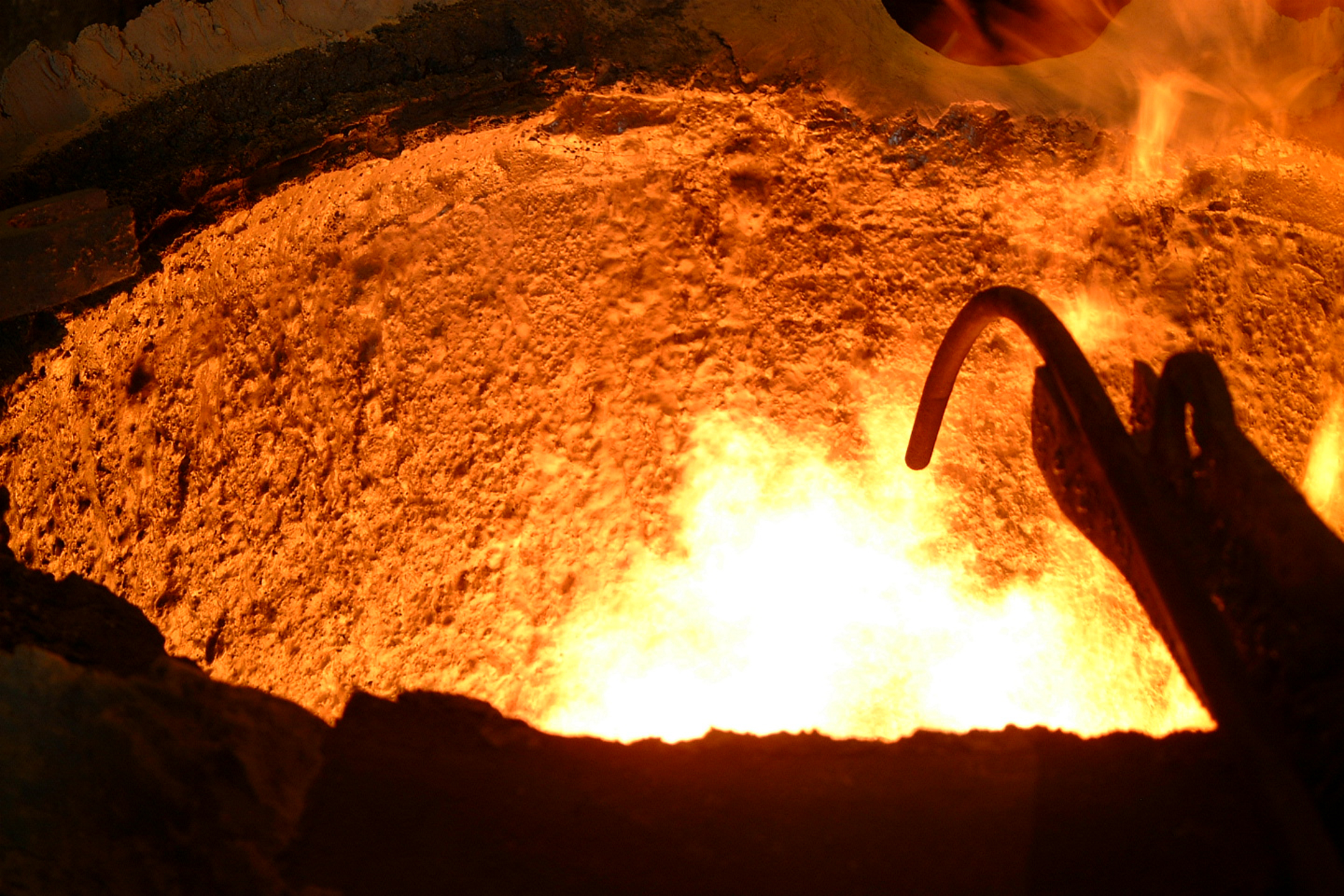
Розігрівання ковша газовим пальником.

В процесі експлуатації футерівка ковшів під дією високих температур поступово псується і вимагає періодичних поточних або капітальних ремонтів.
У чавуновозних ковшах по мірі експлуатації накопичується сміття, інколи — при перевезеннях холодних чавунів — на дні ковша і його стінках утворюються стиглеці, або козли. Це призводить до зменшення робочого об'єму ковша.
Ковші висушують і нагрівають пальниками, що працюють на природному газі. При підготовці ковша до плавки проводять поточний ремонт футерівки — видаляють зі стінок і днища ковша шлакові й металічні залишки разом з шаром футерівки, після цього футерівку знову відновлюють, висушують й розогрівають. При капітальному ремонті стару футерівку повністтю видаляють з ковша і замінюють новою. Перед заливанням металу футерівку ливарних ковшів висушують і нагрівають до температури 500—600 °C, а при залівці форм, що потребують більш гарячого чавуну, до 700—750 °C. Ковші відразу після прогрівання заповнюють розплавом.

## Переміщення ковшів

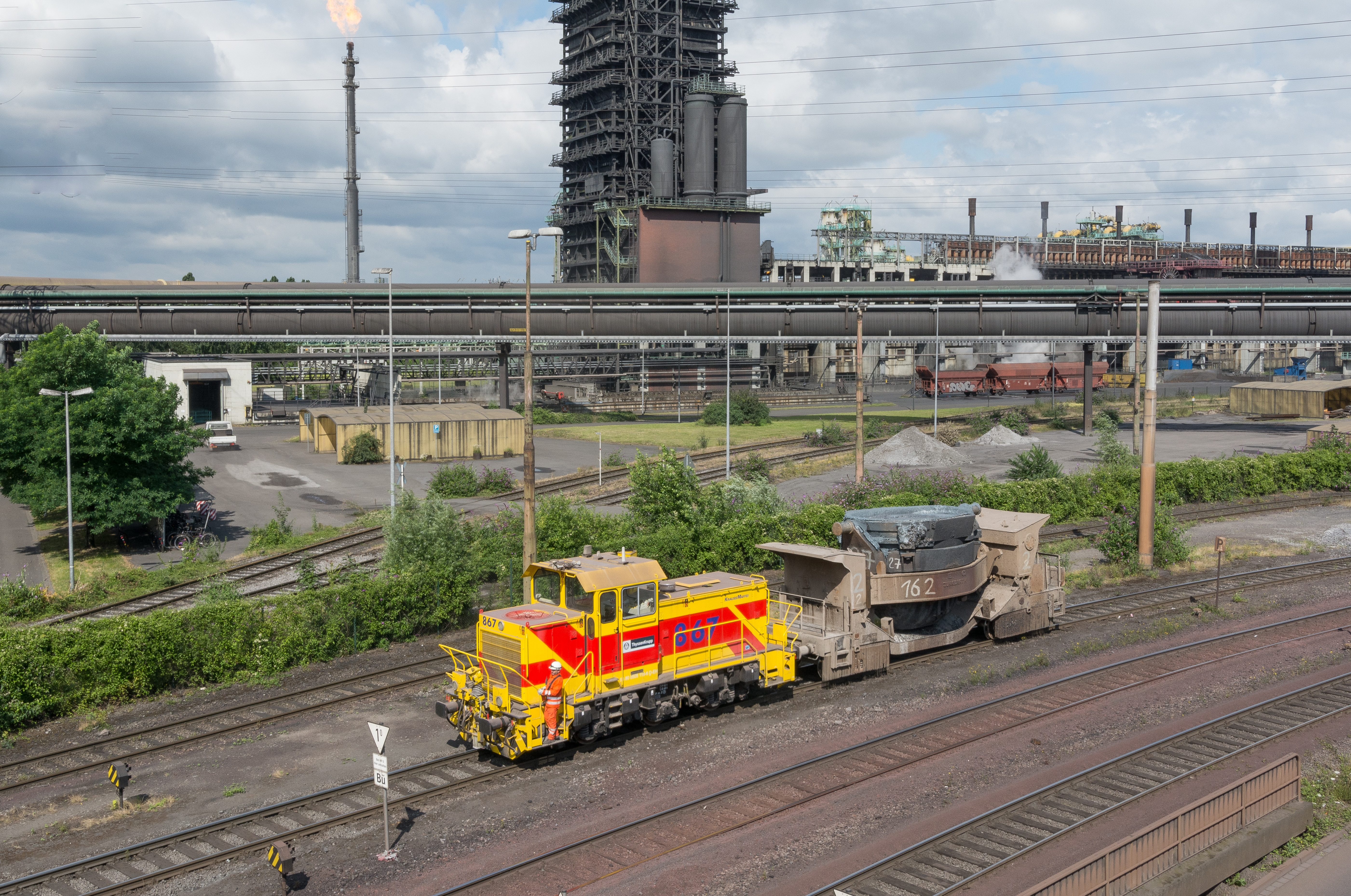
Перевезення ковша по території заводу. Німеччина.

Перевезення здійснюється на спеціальних залізничних платформах і візках, які переміщують або поодинці, або зчепляють у склад з кількох таких візків. Встановлення ковшів на ці платформи і пересування ковшів під час технологічних маніпуляцій, кантування ковшів відбувається із застосуванням підйомних кранів.
Невеличкі ливарні ковші місткісттю 20 — 50 кг можуть бути перенесені вручну двома робітниками.